# Piana Reatina
La Piana Reatina o Conca Reatina è una pianura alluvionale dell'Italia centrale situata nel Lazio nord-orientale, in provincia di Rieti, originata dalla bonifica dell'antico Lago Velino: interamente circondata e delimitata da montagne (a est e a nord i Monti Reatini, a sud e a ovest i Monti Sabini) e percorsa per tutta la sua lunghezza dal fiume Velino, è il centro della regione storico-geografica della Sabina, parte importante della provincia di Rieti, e al suo interno sorge lo stesso capoluogo Rieti; il nome Valle Santa deriva dal fatto che in questi luoghi soggiornò per più anni San Francesco fondando i santuari francescani (La Foresta, Poggio Bustone, Fonte Colombo e Greccio), meta di turisti e devoti.

## Geografia

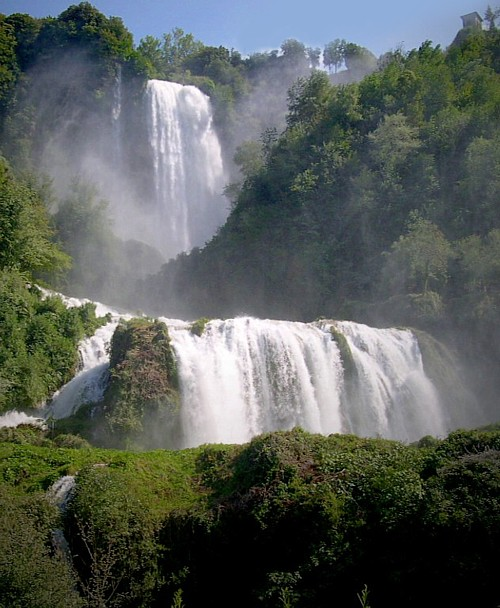
La cascata delle Marmore, fine della piana reatina e inizio della Conca ternana, in pieno deflusso, vista dal Piazzale Vasi lungo la SS 209 Valnerina

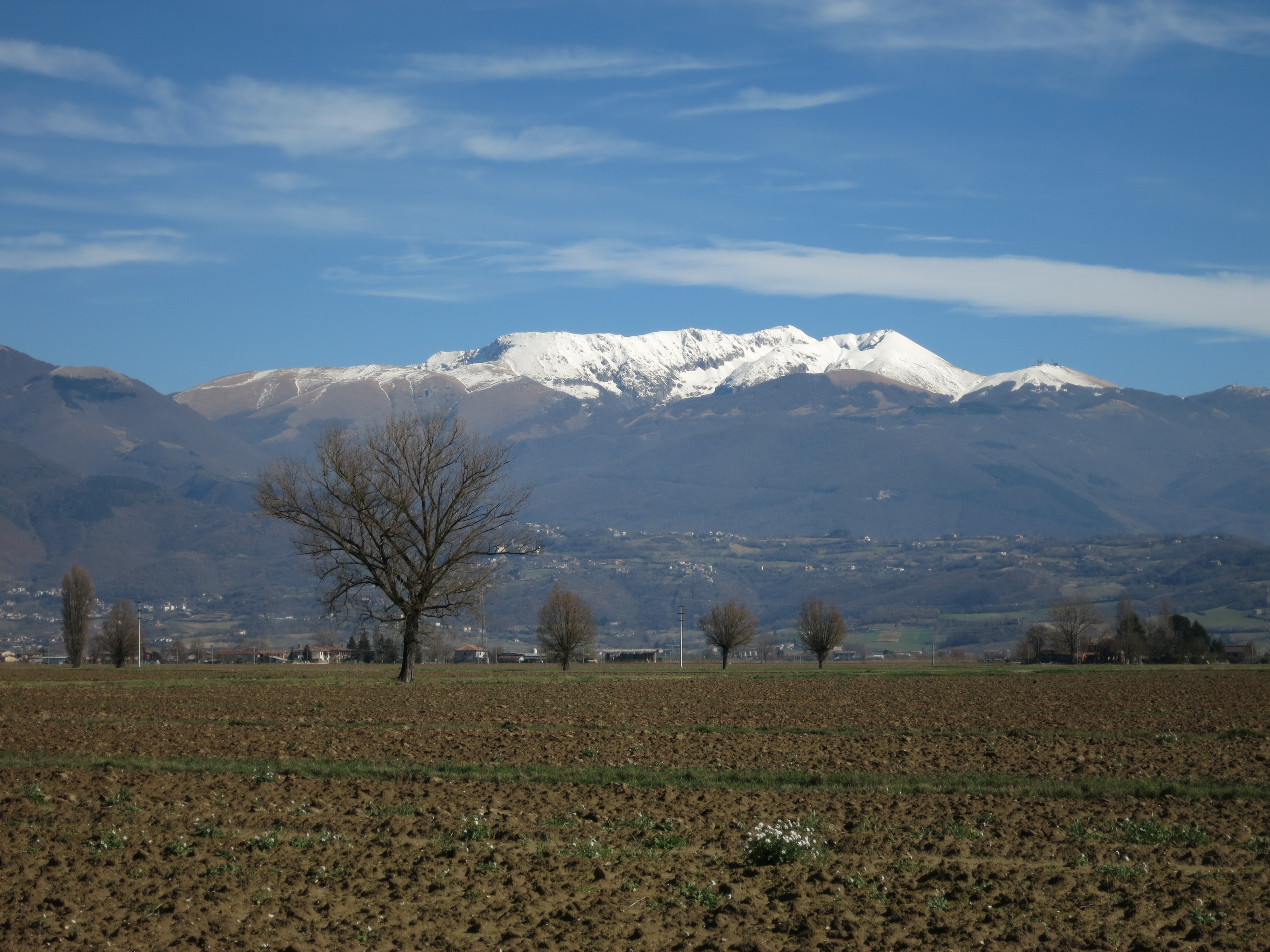
Il massiccio del monte Terminillo visto dalla piana reatina

Di forma semi-circolare ed estesa per circa 90 km2 a un'altitudine tra i 370 e i 380 metri s.l.m., è lunga 14 km e larga mediamente 7 ed è completamente circondata e delimitata da catene montuose: a sud e a ovest dai Monti Sabini, a est e a nord dai Monti Reatini (tra i quali svetta la cima del Monte Terminillo, alto oltre duemila metri). In questa corona montuosa si aprono cinque varchi:
- a nord-ovest, tramite il varco di Marmore, la Piana Reatina comunica con la Valnerina e la Conca ternana, ma senza continuità dato che queste ultime si trovano a una quota di oltre 200 metri inferiore;
- a sud-ovest nei pressi di Piani Poggio Fidoni comunica con la valle del torrente Canera, che è solcata dalla via Tancia e si allunga a sud verso la Valle del Tevere;
- a sud-est, in corrispondenza di Rieti e Cittaducale, comunica con la Piana di San Vittorino (che si svolge verso est, solcata dalla via Salaria, risalendo la valle del Velino verso Antrodoco), con l'alta valle del Salto e con quella del Turano (che si svolgono verso sud e sono solcate rispettivamente dalle statali Salto-Cicolana e dalla Salaria).

All'interno della piana si trovano i colli di Montecchio (481 metri s.l.m.), Colle Terria (404 metri s.l.m.), Colle San Pastore (412 metri s.l.m.) e Montisola (428 metri s.l.m.), allineati in direzione nord-sud, che nel lago antico formavano altrettante isole.

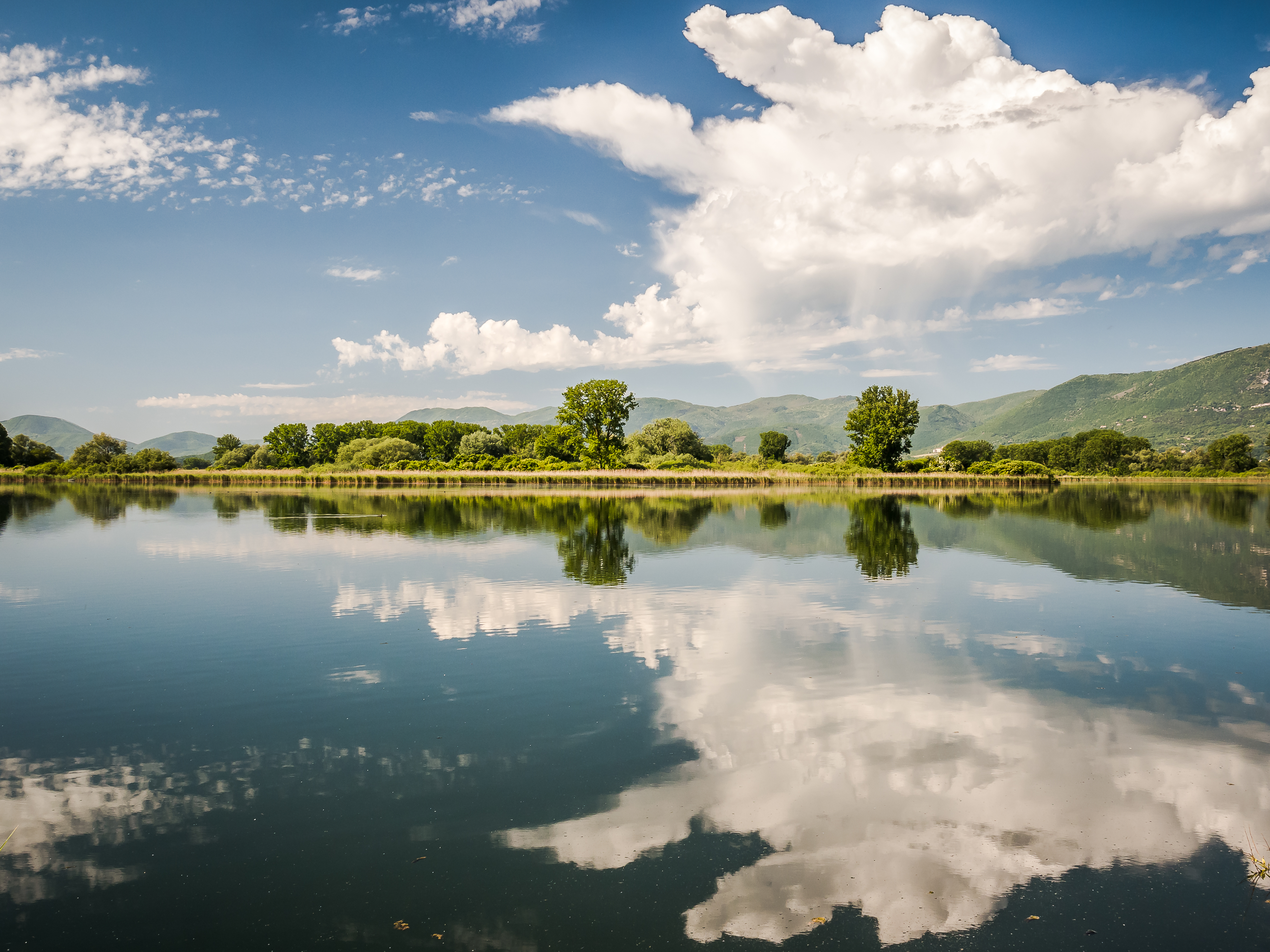
Il lago Lungo

La piana di Rieti è assai ricca d'acqua ed è solcata da sud-est a nord-ovest dal fiume Velino, che qui riceve il tributo degli affluenti Salto, Turano e Canera. Nella parte nord si trovano degli specchi d'acqua minori, residui dell'antico Lacus Velinus: il lago di Piediluco, il lago di Ventina, il lago Lungo e il lago di Ripasottile (gli ultimi due parte della Riserva parziale naturale dei Laghi Lungo e Ripasottile).
Numerose sono anche le sorgenti: appena fuori dall'abitato di Rieti si trovano le Fonti di Cottorella, che forniscono un'acqua oligominerale; nel limitrofo comune di Cittaducale si trovano le sorgenti del Peschiera, che con l'omonimo acquedotto forniscono molta dell'acqua necessaria a Roma (circa 550 milioni di metri cubi l'anno); a Cotilia si trovano delle importanti terme e sorgenti di acqua solfurea. Nella parte settentrionale della valle si trovano le Sorgenti di Santa Susanna, con una portata di 5 m³/s, mentre a 2 km a est di Rieti, a quota 400 m s.l.m., si trovano le Sorgenti del Cantaro, che hanno una portata di circa 500 litri al secondo e sono probabilmente alimentate da una sorgente geologica posta a quota 450 m presso Vazia.

### Centri abitati

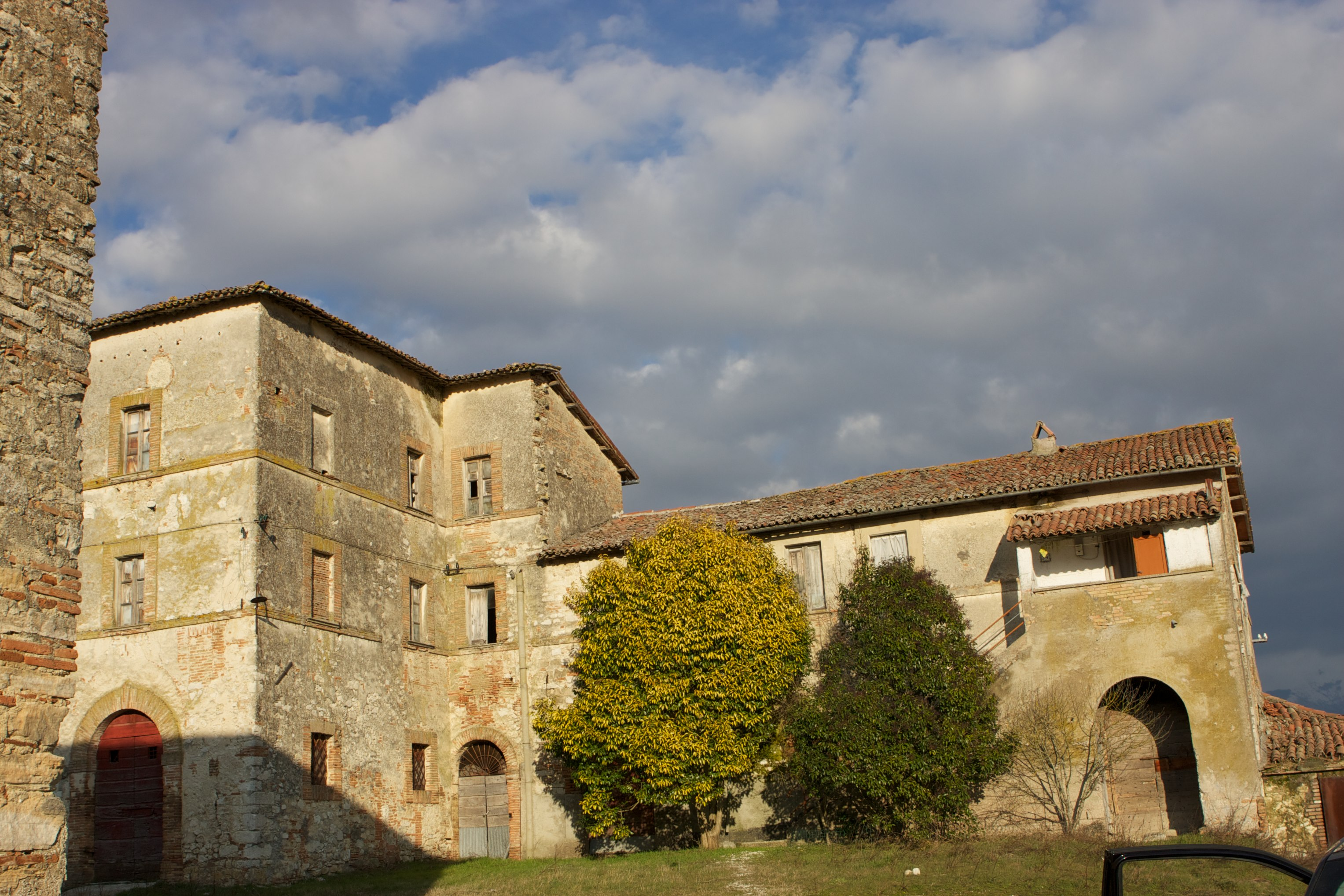
Un tipico casale della Piana Reatina

I centri abitati sono quasi tutti dislocati su delle alture ai margini della pianura, sia per la nascita di questi nuclei quando la pianura aveva una natura ancora sostanzialmente lacustre, sia per rimanere immuni alle piene del Velino, frequenti e disastrose fino a pochi decenni fa, e per le conseguenti esigenze igieniche (la malaria era frequente nelle zone paludose del fondovalle).
Gli abitati siti direttamente all'interno della Piana sono nati come centri rurali di poche case, in funzione dell'attività agricola; ancora oggi la pianura è prevalentemente coltivata e gli insediamenti che vi si trovano mantengono tutti dimensioni contenute, se si esclude l'espansione verso nord di Rieti. Solo nell'ultimo secolo i paesi siti sulle alture intorno alla Piana si sono espansi verso il fondovalle, in alcuni casi dando vita per gemmazione a degli abitati di pianura del tutto nuovi, lungo le strade di collegamento e attorno alle stazioni ferroviarie della linea Terni-L'Aquila, che in molti casi sono divenuti più importanti dei borghi di origine.
A sud-est della valle, su una piccola altura (circa 400 metri s.l.m.) si trova la città di Rieti, capoluogo dell'omonima provincia; si trova nella Piana la sua frazione Chiesa Nuova. Altri centri abitati sono Poggio Fidoni (con la gemmazione Piani Poggio Fidoni), Sant'Elia (con la gemmazione Piani Sant'Elia), Contigliano (con la frazione Terria), Greccio (con la gemmazione Limiti di Greccio e la frazione Spinacceto), Colli sul Velino, Poggio Bustone e Cantalice.

## Storia

### La bonifica
(Roberto Marinelli)

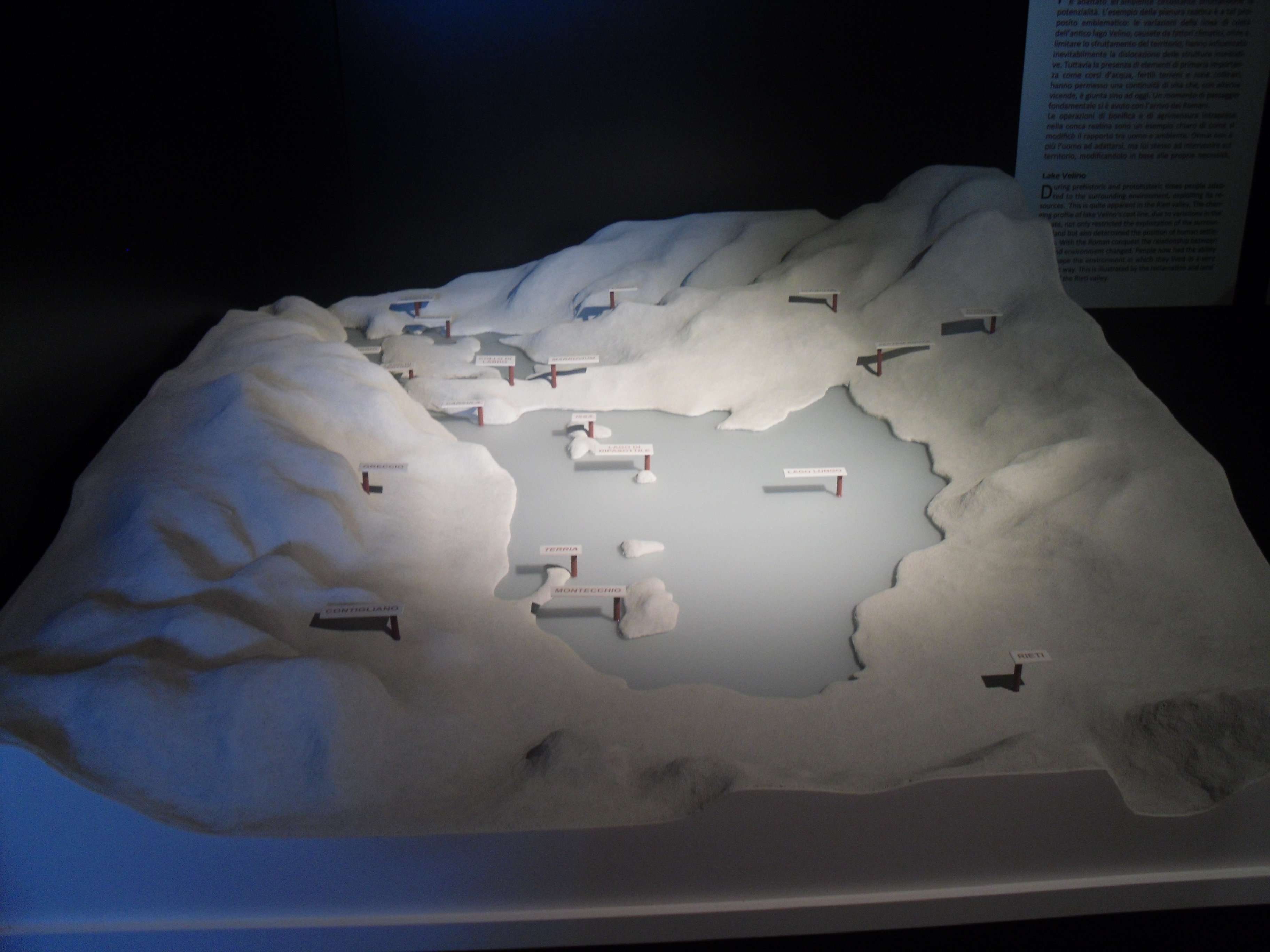
Plastico del Museo civico di Rieti (sezione archeologica) con l'estensione del Lacus Velinus

In epoca preistorica la conca reatina era interamente occupata da un grande lago generato dal fiume Velino. Infatti, le acque del Velino, ricche di carbonato di calcio derivante da alterazione delle rocce sedimentarie presenti lungo tutto il suo corso, cominciarono a sedimentare calcare, che si andò a raccogliere in particolare nel punto di confluenza tra il fiume Velino e il fiume Nera, creando un notevole dislivello fra l'altopiano reatino e quello ternano, che in origine si trovavano sullo stesso piano.

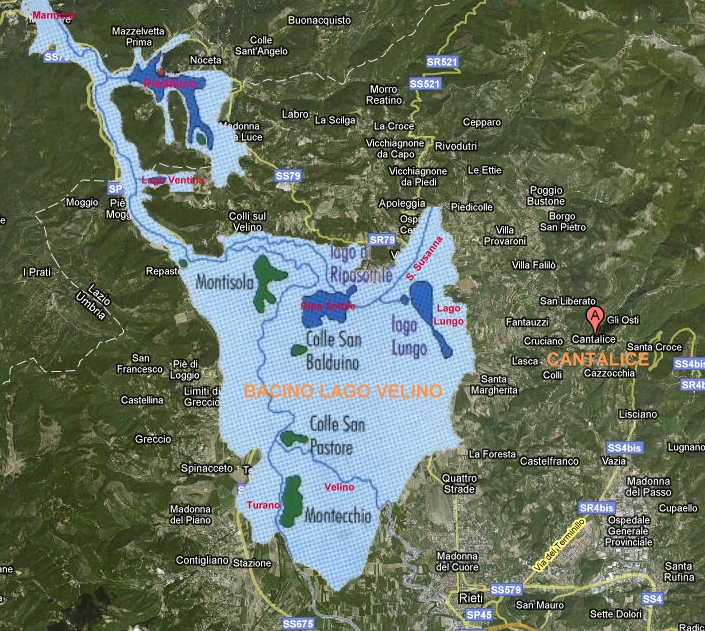
Estensione dell'antico Lacus Velinus. In verde le alture che dovevano costituire isole; in blu scuro i bacini d'acqua tuttora esistenti.

Questi sedimenti crearono dapprima un forte dislivello fra i due altopiani e poi un vero e proprio sbarramento di roccia calcarea, che ostruirono il passaggio alle acque del Velino che quindi allagarono l'intera valle reatina creando appunto un lago che fu chiamato dai Romani Lacus Velinus. Il toponimo Velino viene fatto risalire da Dionigi di Alicarnasso al termine Velia, con cui in antichità erano indicate le aree lacustri o paludose.
Il lago subì nel corso dei secoli innalzamenti e arretramenti della sua altezza che determinarono il formarsi di ampie zone paludose, che favorirono lo sviluppo di epidemie di malaria rendendo assai poco salubre la zona.

### La Cava Curiana
Successivamente alla conquista romana della Sabina, avvenuta intorno al 290 a.C. per opera del console Manio Curio Dentato, egli stesso procedette a una prima opera di bonifica del territorio realizzando nel 271 a.C. la Cava Curiana. Si trattava di un canale artificiale che tagliava lo sbarramento di roccia calcarea, presso la località che fu denominata Marmore, consentendo alle acque del Velino di confluire nella Nera creando il salto artificiale della cascata delle Marmore, un'opera ingegneristica notevole per i tempi in cui fu realizzata.
La grande massa d'acqua scaricata dal Velino nella sottostante valle del Nera causava però delle frequenti inondazioni in quei territori, e a circa due secoli da questa sistemazione nacque una contesa tra Ternani e Reatini. A risolverla, nel 54 a.C., fu inviato il console Appio Claudio Pulcro con dieci legati: le ragioni dei Reatini furono perorate da Cicerone, che in questa occasione paragonò la valle reatina alla Tempe greca. Nel silenzio delle fonti, sembra che la decisione finale fu di mantenere com'era lo status quo.

### Le cave Paolina e Clementina
Il perdurare del processo di sedimentazione calcarea, e l'interruzione della manutenzione provocata dalla caduta dell'Impero romano d'Occidente, determinò una crescente ostruzione della Cava Curiana, che riuscì sempre meno a convogliare le acque del Velino, provocando quindi un nuovo impaludamento della Piana Reatina. Nel Medioevo il lago era tornato a occupare gran parte della Piana tanto che, secondo quanto riferito da Tommaso da Celano, San Francesco si spostò tra Rieti, Greccio e Poggio Bustone usando una barca. Nella città di Rieti si ha testimonianza di come, anche nel recente passato, fossero diffusi i mestieri legati a una natura lacustre oggi scomparsa: barcaiolo, allevatore di gamberi, coltivazione della canapa, ecc. Sono ancora oggi visibili i fondachi di via del Porto, che come suggerisce il nome era frequentemente inondata e utilizzata dai commercianti per il trasporto fluviale, così come si ha traccia dei molti mulini che si trovavano a margine delle acque.

La "pianara" causata dall'alluvione del 1929

Per assistere a un nuovo tentativo di bonifica si dovette arrivare al 1545, quando papa Paolo III diede mandato di aprire un altro canale ad Antonio da Sangallo il Giovane, che nel dirigere i lavori contrasse la malaria e trovò la morte. L'opera, che fu chiamata Cava Paolina, non si rivelò efficace e risolse il problema per soli cinquanta anni. 
Si pensò allora di ampliare la Cava Curiana e di costruire un ponte regolatore, una sorta di valvola che avrebbe permesso di regolare il deflusso delle acque. Quest'opera fu inaugurata nel 1598 da papa Clemente VIII, che aveva affidato l'incarico progettuale all'architetto Giovanni Fontana, fratello di Domenico. Il nuovo canale prese il nome di Cava Clementina e risolse definitivamente il problema del deflusso delle acque del Velino.

### Gli interventi di inizio Novecento

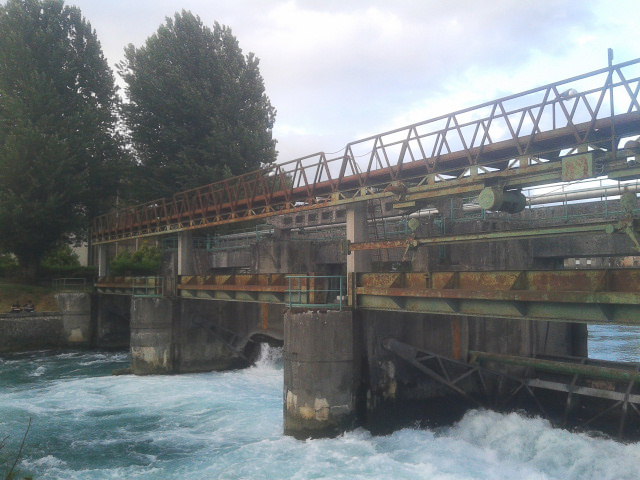
Lo sbarramento del Velino a Rieti operato dal Consorzio di bonifica della Piana Reatina

Queste opere, se da un lato impedirono il formarsi di un lago e delle relative zone paludose, non poterono nulla contro i periodici allagamenti della valle reatina, che venivano detti pianare e colpivano anche la parte bassa di Rieti, dovuti in gran parte alla enorme massa d'acqua raccolta dal Velino durante il suo corso.
Questo problema venne definitivamente risolto nei primi anni del XX secolo, quando Guido Rimini, ingegnere capo della provincia di Perugia (di cui all'epoca Rieti faceva parte) ebbe l'intuizione che il problema andasse risolto non aumentando il deflusso ma diminuendo l'afflusso e contenendo le acque a monte. Il progetto dell'ingegner Rimini fu pubblicato nel 1916, e prevedeva la costruzione di due dighe sui principali affluenti del Velino, il Salto e il Turano, che avrebbero consentito la regolamentazione del flusso delle acque provenienti dai rispettivi bacini idrografici.

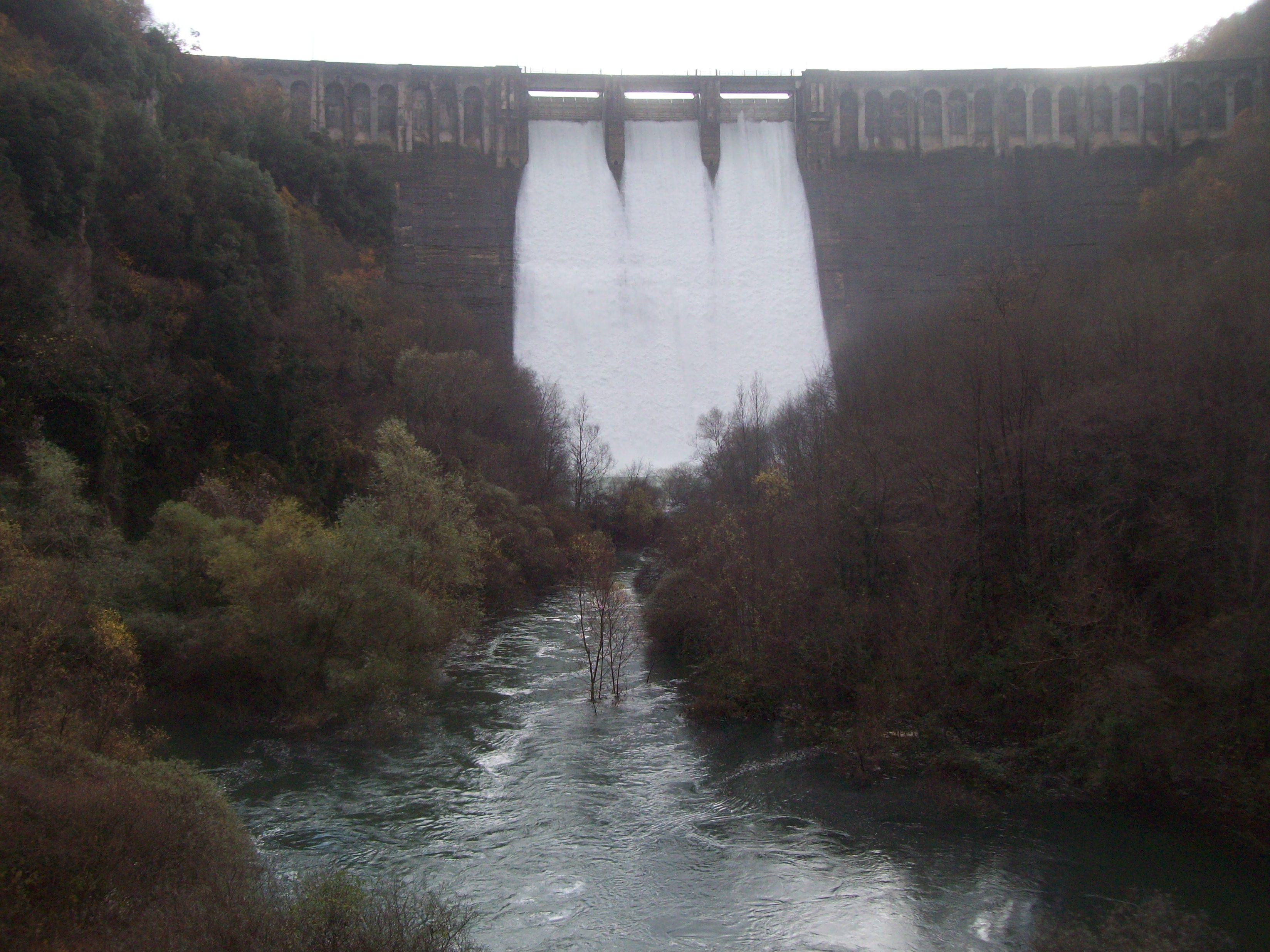
La diga del Turano che forma il lago omonimo

Il progetto fu accolto favorevolmente, soprattutto per il suo enorme potenziale idroelettrico, ma la sua attuazione non fu altrettanto rapida: i cantieri furono avviati dalla società Terni (designata futura beneficiaria dell'energia elettrica prodotta) solo nel 1936; le due dighe del Turano e del Salto risultarono ultimate rispettivamente nel 1938 e nel 1939. Veniva così finalmente completata la bonifica della Piana Reatina, anche se costò la perdita di una parte della valle del Salto e del Turano e la sommersione di diversi centri abitati.
A ogni modo l'esercizio degli impianti idroelettrici, orientato più alla produzione di elettricità che alla sicurezza idraulica, ha fatto sì che, anche in presenza delle due dighe, si siano continuati a verificare allagamenti di minore intensità, tra i quali si ricordano quelli del 18 dicembre 1952, luglio 1954, 8 dicembre 1959, 16 febbraio 1976, 23 dicembre 1982, 8 dicembre 1992, 18 novembre 1996, 6 ottobre 1998, 15 dicembre 1999 e 2 dicembre 2010.

## Economia

### Agricoltura

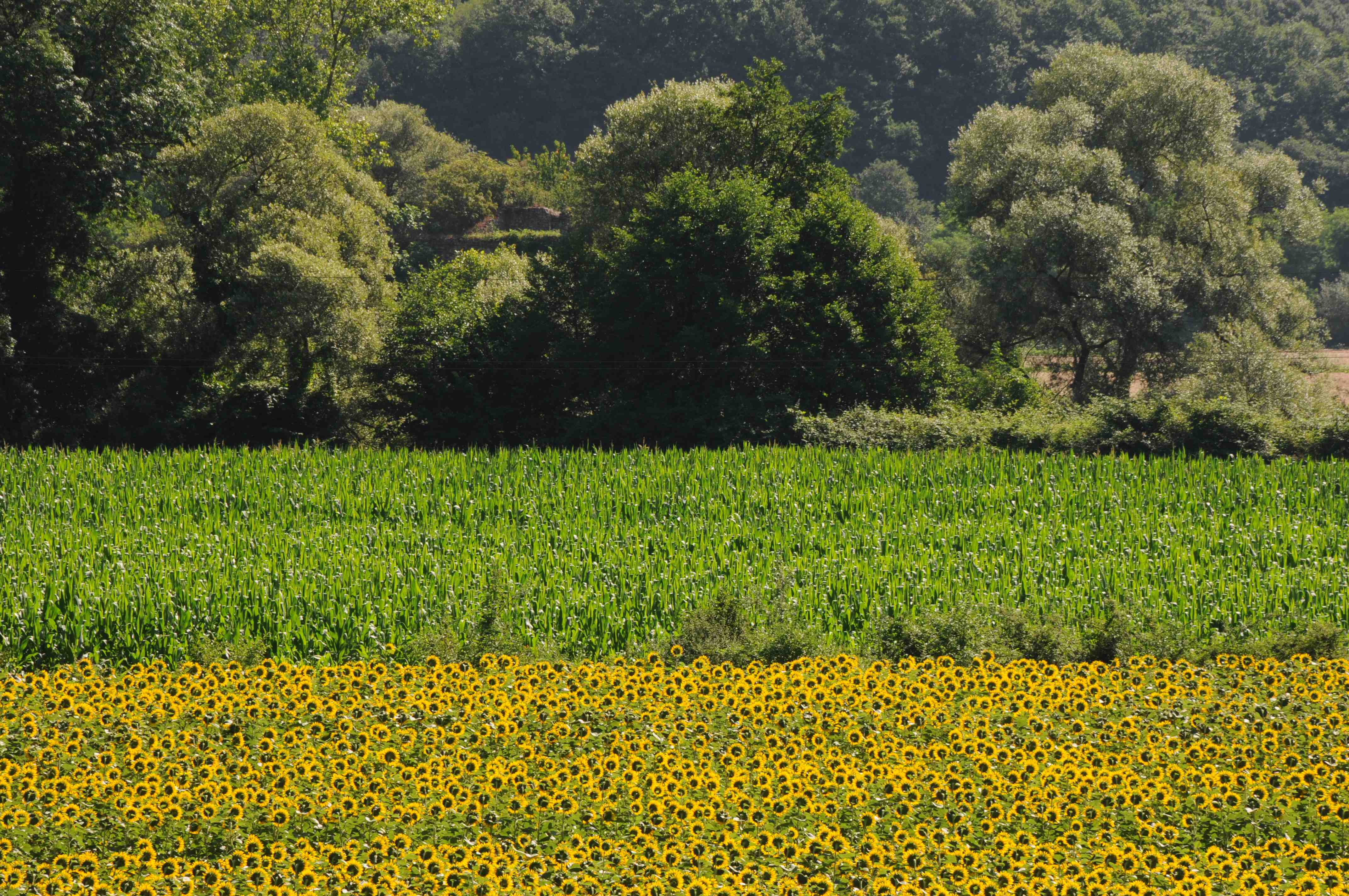
Un tipico scorcio della Piana Reatina: un campo di granturco e girasoli

La piana di Rieti era nota sin dall'antichità come pianura molto fertile e, dal prosciugamento del Lago Velino, l'agricoltura è sempre stata una delle attività economiche prevalenti del territorio. Per la sua fertilità Varrone, Plinio e Virgilio (che la cita nell'Eneide) la chiamavano "contrada rosea" ("rosea rus"). Quest'ultimo scriveva che i campi del Lacus Velinus erano tanto fertili che, piantandovi una pertica, il giorno dopo non la si sarebbe potuta vedere per l'erba che gli era cresciuta attorno.
Coltivazioni storiche erano gli ortaggi, i cereali e il guado, che era utilizzato per tingere le stoffe di azzurro e fu molto diffuso dal XVI fino al XVIII secolo, quando fu soppiantato dall'indaco; fino all'inizio del Novecento il corso del Velino era costellato di mulini per la lavorazione del grano e del guado.
Tra le coltivazioni, la maggiore eccellenza è stata però quella del frumento: infatti il Rieti originario, la varietà di grano autoctona della Piana Reatina e caratterizzata da una straordinaria resistenza alla ruggine e un'alta produttività, fu tra l'Ottocento e il Novecento uno dei tipi di grano più diffusi e ricercati in tutta Italia, tanto da alimentare un fiorente commercio del suo seme.
Un radicale cambiamento delle colture praticate nella Piana di Rieti si ebbe solo alla fine dell'Ottocento, grazie alla spinta innovatrice dei grandi proprietari terrieri della zona quali i Potenziani. Da una parte la nascita dello zuccherificio di Rieti nel 1873 (il primo in Italia) portò all'introduzione della barbabietola da zucchero nella Piana.
Dall'altra, l'arrivo a Rieti dell'agronomo Nazareno Strampelli (nel 1903), portò alla sperimentazione nella Piana Reatina di nuove varietà di grano, attraverso l'ibridazione con il già famoso grano da seme "Rieti originario", per ottenere frumenti dotati di maggiore rendita e resistenza. Negli anni 1930 la loro coltivazione fu diffusa e incoraggiata dal regime fascista con la battaglia del grano, e queste varietà continuarono a essere impiegate per buona parte del secolo.

## Turismo

### La Valle Santa

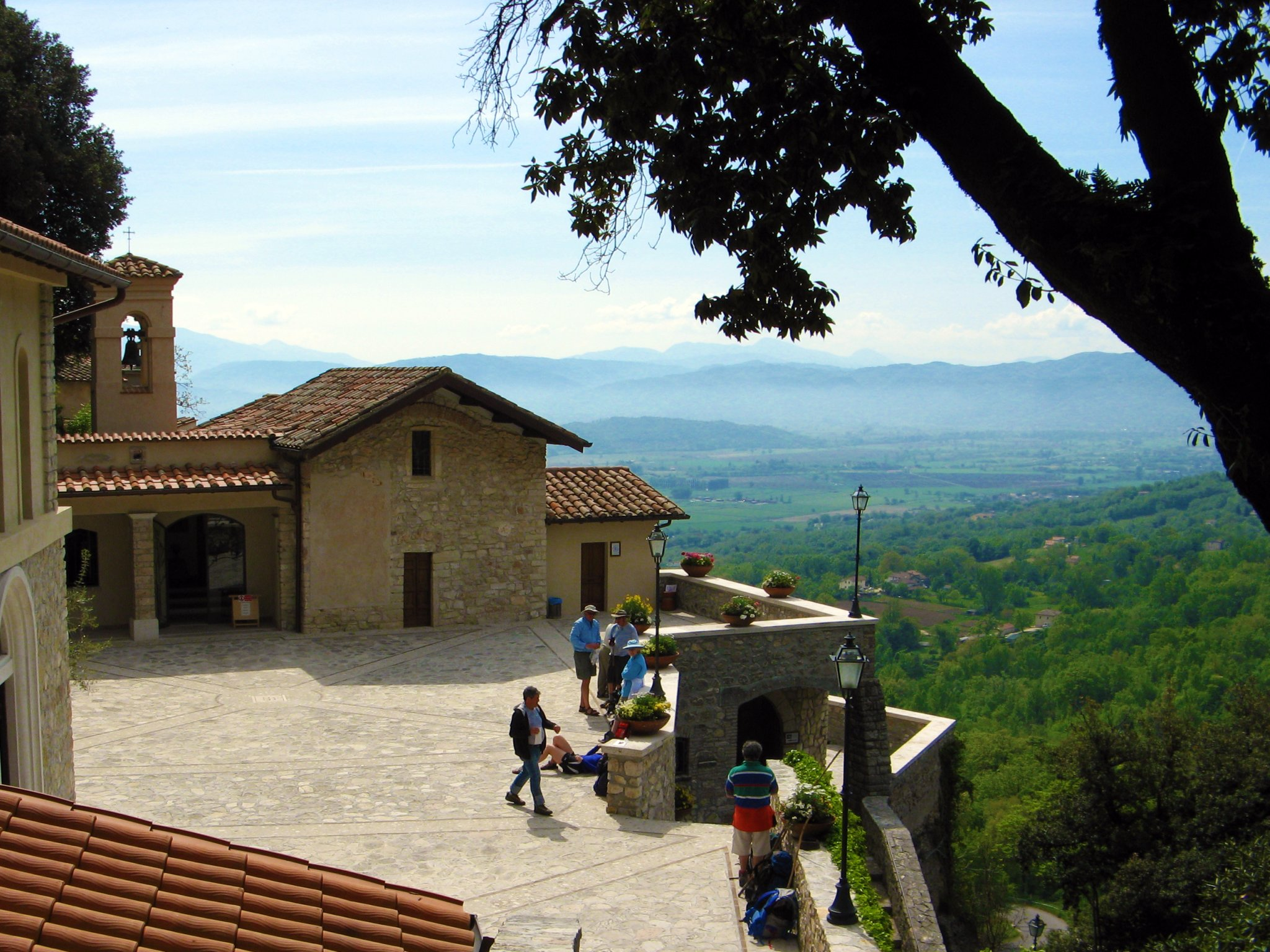
La Piana Reatina sullo sfondo del Santuario di Greccio

Nel corso della sua vita, Francesco d'Assisi soggiornò più volte nella valle reatina (che per questo motivo è nota anche come Valle Santa): la prima probabilmente nel 1209, poi un lungo soggiorno nel 1223 e un altro dall'autunno 1225 all'aprile 1226. Nel corso di questi soggiorni elaborò il primo presepe, la Regola definitiva dell'ordine francescano e (probabilmente) il Cantico delle creature, e fondò i quattro santuari di Greccio, La Foresta, Poggio Bustone e Fonte Colombo.
Il soggiorno di San Francesco coincide con un periodo in cui Rieti godeva di prosperità economica e il Papa frequentemente faceva del Palazzo Vescovile la sua sede: nell'arco di un secolo risiedettero a Rieti i papi Innocenzo III (1198), Onorio III (nel 1219 e nel 1225), Gregorio IX (nel 1227, nel 1232 e nel 1234), Niccolò IV (tra il 1288 e il 1289) e Bonifacio VIII (nel 1298)..
I santuari francescani sono ancora oggi meta di pellegrinaggi e fonte di turismo religioso. Il Cammino di Francesco, inaugurato nel 2003, è un percorso turistico di 80 km dotato di apposita segnaletica e articolato in otto tappe a contatto con la natura della Piana Reatina, che ricalca il percorso compiuto dal santo e permette di visitare i quattro santuari, il centro storico di Rieti e il bosco del Faggio di San Francesco a Rivodutri, passando attraverso la Riserva dei Laghi Lungo e Ripasottile, e si integra nel più ampio cammino turistico che da Roma passa per la Valle Santa e conduce ad Assisi.

## Trasporti

### Strade

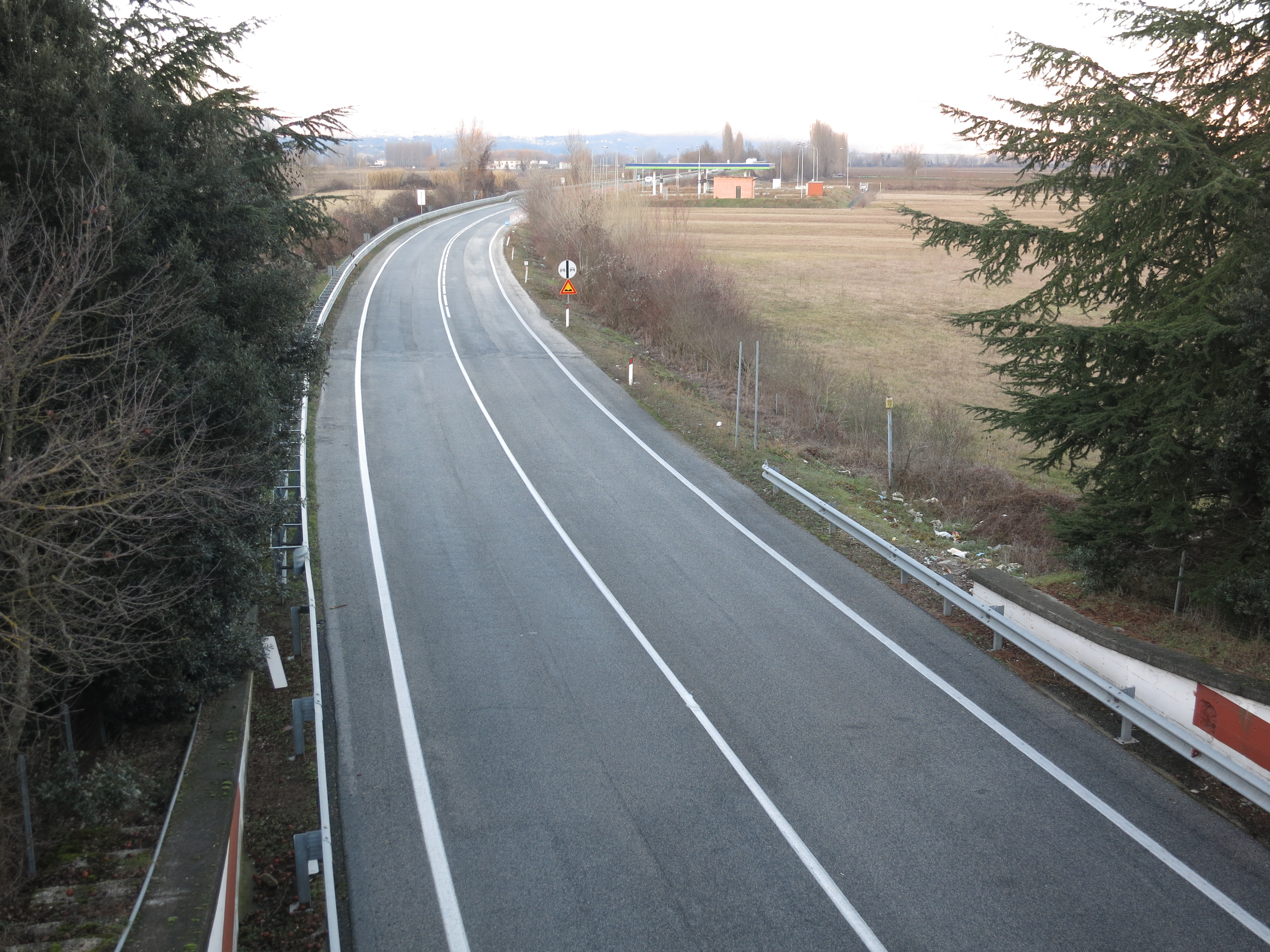
La superstrada Rieti-Terni

La principale arteria che attraversa la Piana Reatina è la superstrada Rieti-Terni (statale 79 bis Ternana), strada a scorrimento veloce che collega le sue estremità nord-ovest e sud-est, seguendo il bordo sud-occidentale della pianura ai piedi dei monti Sabini.
La strada regionale 79 Ternana, collegamento principale tra Rieti e Terni fino alla costruzione della superstrada, collega anch'essa la Piana da nord-ovest a sud-est, ma tramite un diverso percorso (il che la rende un collegamento ancora importante e non sostituibile dalla nuova strada), che attraversa la Piana da nord a sud tagliandola a metà passando in mezzo ai laghi Lungo e Ripasottile.
Oltre a queste, la piana è attraversata da una fitta rete di strade comunali e strade provinciali; tra queste ultime si ricordano la SP 1 di Reopasto (che attraversa la Piana trasversalmente collegando Rieti a Chiesa Nuova, Terria, Spinacceto, Limiti di Greccio e Piè di Moggio), la SP 2 (che segue il bordo orientale della pianura collegando Rieti a Poggio Bustone) e la SP 46 Tancia (che da Rieti segue il bordo meridionale della pianura raggiungendo Piani Sant'Elia, Piani Poggio Fidoni e Collebaccaro, lasciando poi la pianura per la valle del Canera fino a raggiungere la Valle del Tevere.

### Ferrovie

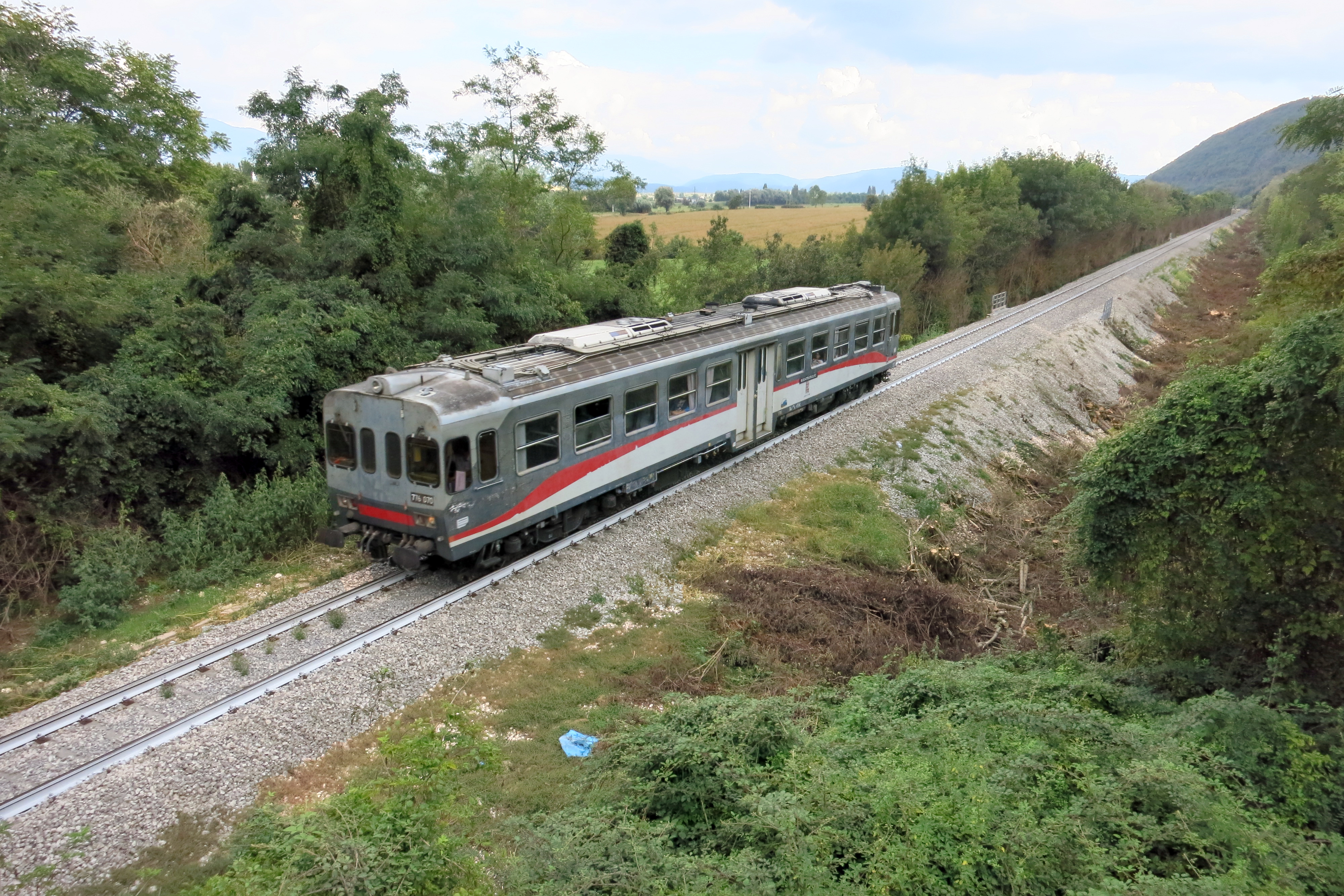
La ferrovia Terni-L'Aquila attraversa la Piana Reatina nei pressi di Reopasto

La Piana è attraversata dalla ferrovia Terni-Rieti-L'Aquila-Sulmona, che come la superstrada Rieti-Terni corre sul bordo della pianura dall'angolo nord-ovest a quello di sud-est. La Piana è servita dalle stazioni di Marmore, Greccio, Contigliano, Rieti e dalle fermate di Labro-Moggio, Terria e Poggio Fidoni.

### Piste ciclabili

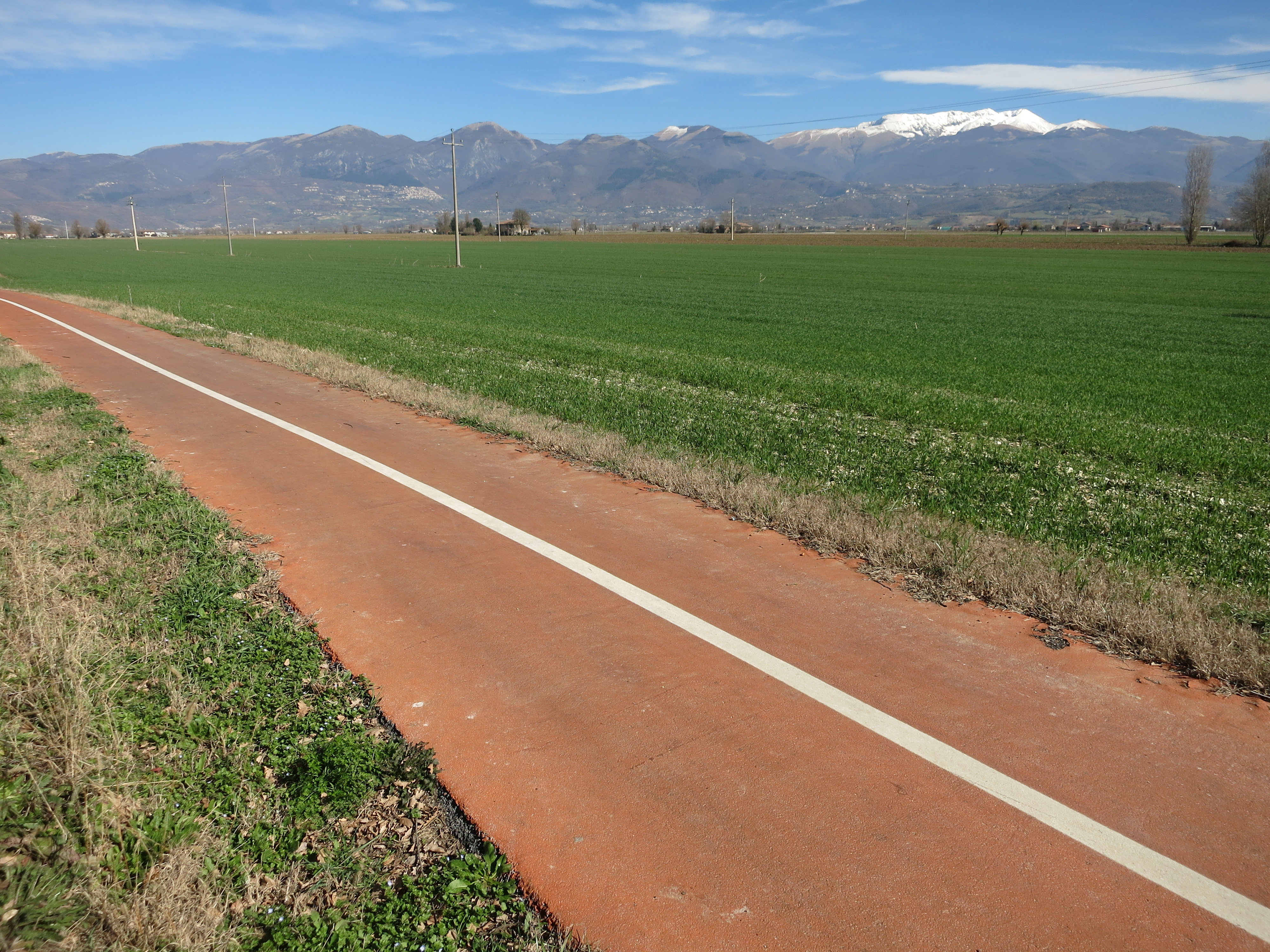
Uno scorcio della ciclovia della Conca Reatina

La parte inferiore della piana è attraversata anche dalla Ciclovia della Conca Reatina, un anello di 21 km (di cui 13 in sede dedicata) inaugurato nel 2012 e utilizzato a scopi turistici e ricreativi. La ciclovia, che comprende tre ponti ciclopedonali e quattro aree di sosta attrezzate, fiancheggia Rieti sul lato est, tocca Piani Sant'Elia, Piani Poggio Fidoni, Contigliano, Terria, Colle Aluffi e Chiesa Nuova, da dove rientra a Rieti.